# Afelandra
Afelandra (lat. Aphelandra) rod trajnica, polugrmova i grmova iz porodice Acanthaceae. Postoji 206 vrsta koje rastu od Meksika do Argentine.
Rod je opisan 1810., a latinsko ime mu dolazi od grčkog afelés (jednostavan) i andrós (muški), po prašnicima.

## Vrste
1. Aphelandra acanthifolia Hook.
2. Aphelandra acanthus Nees
3. Aphelandra acrensis Lindau
4. Aphelandra albert-smithii Leonard
5. Aphelandra albinotata Wassh.
6. Aphelandra alexandri Leonard
7. Aphelandra almanegra P.C.Gallego, J.R.I.Wood & J. C.Franco
8. Aphelandra ameleta Leonard
9. Aphelandra anderssonii Wassh.
10. Aphelandra antioquiensis Wassh.
11. Aphelandra apecoi R.Villanueva, Rob.Fernández & Pillaca
12. Aphelandra arborea (Mill.) M.R.Almeida
13. Aphelandra arisema Leonard
14. Aphelandra aristei Leonard
15. Aphelandra arnoldii Mildbr.
16. Aphelandra attenuata Wassh.
17. Aphelandra aucayacuensis Wassh.
18. Aphelandra aurantiaca (Scheidw.) Lindl.
19. Aphelandra azuayensis Wassh.
20. Aphelandra bahiensis (Nees) Wassh.
21. Aphelandra barkleyi Leonard
22. Aphelandra benoistii Wassh.
23. Aphelandra blanchetiana (Nees) Hook. fil.
24. Aphelandra blandii Lindau
25. Aphelandra botanodes Leonard
26. Aphelandra boyacensis Leonard
27. Aphelandra bradeana Rizzini
28. Aphelandra campanensis Durkee
29. Aphelandra campii Wassh.
30. Aphelandra caput-medusae Lindau
31. Aphelandra castanifolia Britton
32. Aphelandra chamissoniana Nees
33. Aphelandra chaponensis Leonard
34. Aphelandra chrysantha Wassh.
35. Aphelandra cinnabarina Wassh.
36. Aphelandra cirsioides Lindau
37. Aphelandra claussenii Wassh.
38. Aphelandra colombiensis Lindau ex Leonard
39. Aphelandra colorata (Vell.) Wassh.
40. Aphelandra conformis Leonard
41. Aphelandra crenata Leonard
42. Aphelandra crispata Leonard
43. Aphelandra cuatrecasasii Leonard
44. Aphelandra cuscoensis Wassh.
45. Aphelandra darienensis Wassh.
46. Aphelandra dasyantha Wassh.
47. Aphelandra davidsonii Wassh.
48. Aphelandra decorata (Nees) Wassh.
49. Aphelandra diachyla Leonard
50. Aphelandra dielsii Mildbr.
51. Aphelandra diffusa Wassh.
52. Aphelandra dodsonii Wassh.
53. Aphelandra dolichantha Donn.Sm.
54. Aphelandra dunlapiana Standl. & L.O.Williams
55. Aphelandra elata (Lindau) Mc Dade & E.A.Tripp
56. Aphelandra encarnacionii Wassh.
57. Aphelandra espinosae Wassh.
58. Aphelandra espirito-santensis Profice & Wassh.
59. Aphelandra euopla Leonard
60. Aphelandra eurystoma Mildbr.
61. Aphelandra fasciculata Wassh.
62. Aphelandra fernandezii Leonard
63. Aphelandra ferreyrae Wassh.
64. Aphelandra flava Nees
65. Aphelandra formosa (Bonpl.) Nees
66. Aphelandra galba Wassh.
67. Aphelandra garciae Leonard
68. Aphelandra gigantea (Rizzini) Profice
69. Aphelandra gigantiflora Lindau
70. Aphelandra glabrata Willd. ex Nees
71. Aphelandra golfodulcensis Mc Dade
72. Aphelandra gracilis Leonard
73. Aphelandra grandis Leonard
74. Aphelandra grangeri Leonard
75. Aphelandra grazielae Profice
76. Aphelandra guacharorum J.R.I.Wood
77. Aphelandra guayasii Wassh.
78. Aphelandra guerrerensis Wassh.
79. Aphelandra gunnarii Wassh.
80. Aphelandra hapala Wassh.
81. Aphelandra harleyi Wassh.
82. Aphelandra harlingii Wassh.
83. Aphelandra hartwegiana Nees ex Benth.
84. Aphelandra haughtii Leonard
85. Aphelandra heydeana Donn. Sm.
86. Aphelandra hieronymi Griseb.
87. Aphelandra hintonii Wassh.
88. Aphelandra hirta (Klotzsch) Wassh.
89. Aphelandra huilensis Leonard
90. Aphelandra hylaea Leonard
91. Aphelandra hymenobracteata Profice
92. Aphelandra impressa Lindau
93. Aphelandra inaequalis Lindau
94. Aphelandra jacobinioides Lindau
95. Aphelandra juninensis Wassh.
96. Aphelandra kingii Wassh.
97. Aphelandra knappiae Wassh.
98. Aphelandra kolobantha Lindau
99. Aphelandra kuna T.F.Daniel & Mc Dade
100. Aphelandra lamprantha Leonard
101. Aphelandra lasia Leonard
102. Aphelandra lasiandra (Mildbr.) Mc Dade & E.A.Tripp
103. Aphelandra lasiophylla Leonard
104. Aphelandra latibracteata Wassh.
105. Aphelandra lawranceae Leonard
106. Aphelandra laxa Durkee
107. Aphelandra leonardii Mc Dade
108. Aphelandra liboniana Linden
109. Aphelandra lilacina C. Ezcurra
110. Aphelandra limbatifolia Lindau
111. Aphelandra lineariloba Leonard
112. Aphelandra lingua-bovis Leonard
113. Aphelandra longiflora (Lindl.) Profice
114. Aphelandra loxensis Wassh.
115. Aphelandra luyensis Lindau
116. Aphelandra lyrata Nees
117. Aphelandra macrophylla Leonard
118. Aphelandra macrosiphon Lindau
119. Aphelandra macrostachya Nees
120. Aphelandra maculata (Tafalla ex Nees) Voss
121. Aphelandra madrensis Lindau
122. Aphelandra margaritae É. Morren
123. Aphelandra marginata Nees & C. Morren
124. Aphelandra martiusii Wassh.
125. Aphelandra maximiliana (Nees) Benth. ex Lindau
126. Aphelandra merelloae T. F. Daniel & Mc Pherson
127. Aphelandra micans Moritzi ex Vatke
128. Aphelandra mildbraediana Leonard
129. Aphelandra modesta (Mildbr.) Wassh.
130. Aphelandra molinae T. F. Daniel
131. Aphelandra mollis (Nees) Leonard
132. Aphelandra mollissima Wassh.
133. Aphelandra montis-scalaris Lindau ex Pilg.
134. Aphelandra montis-tusae J. R. I. Wood & Hoyos-Gómez
135. Aphelandra mucronata (Ruiz & Pav.) Nees
136. Aphelandra neesiana Wassh.
137. Aphelandra neillii Wassh.
138. Aphelandra nemoralis Mart. ex Nees
139. Aphelandra nitida Nees & Mart.
140. Aphelandra nuda Nees
141. Aphelandra obtusa (Nees) Wassh.
142. Aphelandra obtusifolia (Nees) Wassh.
143. Aphelandra ornata (Nees) T. Anderson
144. Aphelandra panamensis Mc Dade
145. Aphelandra parviflora Leonard
146. Aphelandra parvispica Leonard
147. Aphelandra paulensis Wassh.
148. Aphelandra pepe-parodii Wassh.
149. Aphelandra phaina Wassh.
150. Aphelandra pharangophila Leonard
151. Aphelandra phlogea Leonard
152. Aphelandra phrynioides Lindau
153. Aphelandra pilosa Leonard
154. Aphelandra pinarotricha Leonard
155. Aphelandra plowmanii Wassh.
156. Aphelandra porphyrocarpa Leonard
157. Aphelandra prismatica (Vell.) Hiern
158. Aphelandra puberula Leonard
159. Aphelandra pulcherrima (Jacq.) Kunth
160. Aphelandra pumila G. Nicholson
161. Aphelandra quadrifaria Leonard
162. Aphelandra reticulata Wassh.
163. Aphelandra rigida Glaziou ex Mildbr.
164. Aphelandra rosulata (Lindau) Wassh.
165. Aphelandra rubra Wassh.
166. Aphelandra rugosa R.Villanueva, Rob.Fernández & Pillaca
167. Aphelandra runcinata Klotzsch ex Nees
168. Aphelandra rusbyi Britton
169. Aphelandra scabra (Vahl) Sm.
170. Aphelandra schiedeana Cham. & Schltdl.
171. Aphelandra schieferae Leonard
172. Aphelandra schottiana (Nees) Profice
173. Aphelandra schunkei Wassh.
174. Aphelandra scolnikiae Leonard
175. Aphelandra seibertii Leonard
176. Aphelandra sericantha Leonard
177. Aphelandra silvicola Leonard
178. Aphelandra sinclairiana Nees
179. Aphelandra speciosa Brandegee
180. Aphelandra squarrosa Nees
181. Aphelandra stephanophysa Nees
182. Aphelandra steyermarkii Wassh.
183. Aphelandra stipulacea (Lindau) Mc Dade & E. A. Tripp
184. Aphelandra storkii Leonard
185. Aphelandra straminea Leonard
186. Aphelandra sulphurea Hook. fil.
187. Aphelandra superba Lindau
188. Aphelandra taborensis Leonard
189. Aphelandra terryae Standl.
190. Aphelandra tetroicia Wassh.
191. Aphelandra tillettii Wassh.
192. Aphelandra tomentosa Lindau
193. Aphelandra tonduzii Leonard
194. Aphelandra trianae Leonard
195. Aphelandra tridentata Hemsl.
196. Aphelandra tumbecensis Wassh.
197. Aphelandra variegata C. Morel
198. Aphelandra villonacensis Wassh.
199. Aphelandra viscosa Mildbr.
200. Aphelandra vitellina (Lindau) Mc Dade & E. A. Tripp
201. Aphelandra wasshausenii Profice
202. Aphelandra weberbaueri Mildbr.
203. Aphelandra wendtii T. F. Daniel
204. Aphelandra wurdackii Wassh.
205. Aphelandra xanthantha Leonard
206. Aphelandra zamorensis Wassh.